# Microdon tenuifrons
Microdon tenuifrons är en tvåvingeart som beskrevs av Charles Howard Curran 1929. Microdon tenuifrons ingår i släktet myrblomflugor, och familjen blomflugor.
Artens utbredningsområde är Liberia. Inga underarter finns listade i Catalogue of Life.